# Baldwin Park (Califòrnia)
Baldwin Park és una ciutat dels Estats Units a l'estat de Califòrnia. Segons el cens del 2005 tenia 84.812 habitants.

## Demografia
Segons el cens del 2000, Baldwin Park tenia 75.837 habitants, 16.961 habitatges, i 15.061 famílies. La densitat de població era de 4.396,5 habitants/km².
Dels 16.961 habitatges en un 55,9% hi vivien nens de menys de 18 anys, en un 62,8% hi vivien parelles casades, en un 17,5% dones solteres, i en un 11,2% no eren unitats familiars. En el 8,1% dels habitatges hi vivien persones soles el 3,9% de les quals corresponia a persones de 65 anys o més que vivien soles. El nombre mitjà de persones vivint en cada habitatge era de 4,44 i el nombre mitjà de persones que vivien en cada família era de 4,53.
Per edats la població es repartia de la següent manera: un 34,9% tenia menys de 18 anys, un 11,9% entre 18 i 24, un 30,6% entre 25 i 44, un 16,4% de 45 a 60 i un 6,2% 65 anys o més.
L'edat mediana era de 27 anys. Per cada 100 dones de 18 o més anys hi havia 97,3 homes.
La renda mediana per habitatge era de 41.629 $ i la renda mediana per família de 41.256 $. Els homes tenien una renda mediana de 26.873 $ mentre que les dones 22.186 $. La renda per capita de la població era d'11.562 $. Entorn del 15,4% de les famílies i el 18,2% de la població estaven per davall del llindar de pobresa.

## Poblacions més properes
El següent diagrama mostra les poblacions més properes.